# Demo-litions
Demo-litions: Cast-off Recordings 1996-97 è un album compilation del gruppo musicale canadese Crash Test Dummies, edito nel 2011. L'album consiste in tredici demo mai pubblicati durante la lavorazione dell'album studio Give Yourself a Hand. L'album venne pubblicato sul sito ufficiale della band in CD e MP3.

## Storia
Demo-litions comprende dei demo registrati dai Crash Test Dummies tra il 1996 e il 1997. Durante quel periodo, la band stava cercando di registrare una nuova versione di A Worm's Life. Poiché l'album non ebbe molto successo rispetto a God Shuffled His Feet, la BMG rifiutò trentacinque canzoni registrate durante quel periodo prima della pubblicazione di Give Yourself a Hand.

## Tracce
1. My Pussycat and Me (Brad Roberts) - 2:38
2. Black Ice (Roberts, Pat MacDonald) - 2:42
3. You Won't Run Out (Roberts, Louise Goffin) - 4:13
4. You See That House? (Roberts) - 2:23
5. Mercy Kill Me (Roberts) - 2:44
6. Digestive Process (Roberts) - 2:22
7. Much Better (Roberts) - 3:12
8. Hold It Like an Egg (Roberts) - 3:06
9. Satellites Pass Over (Roberts, Ellen Reid) - 2:37
10. It's Not That I Don't Feel Sorry (Roberts) - 3:17
11. It Might Be Rather Nice (Roberts, Greg Wells, John Parish) - 3:40
12. After My Dinner (Reid, Roberts) - 3:29
13. When the Old Man Comes (Roberts) - 2:45

Black Ice, You Won't Run Out e It Might Be Rather Nice vennero prodotte da Miles Copeland III
It's Not That I Don't Feel Sorry venne scritta come parte della colonna sonora del film L'uomo del giorno dopo.